# تخت اناری
تخت‌اناری، روستایی از توابع بخش مرکزی شهرستان شوشتر در استان خوزستان، ایران است.

## جمعیت
این شهرک در دهستان شهید مدرس قرار دارد و براساس سرشماری مرکز آمار ایران در سال ۱۳۹۵، جمعیت آن ۸۳ نفر (۲۹ خانوار) بوده‌است.